# Artilleros

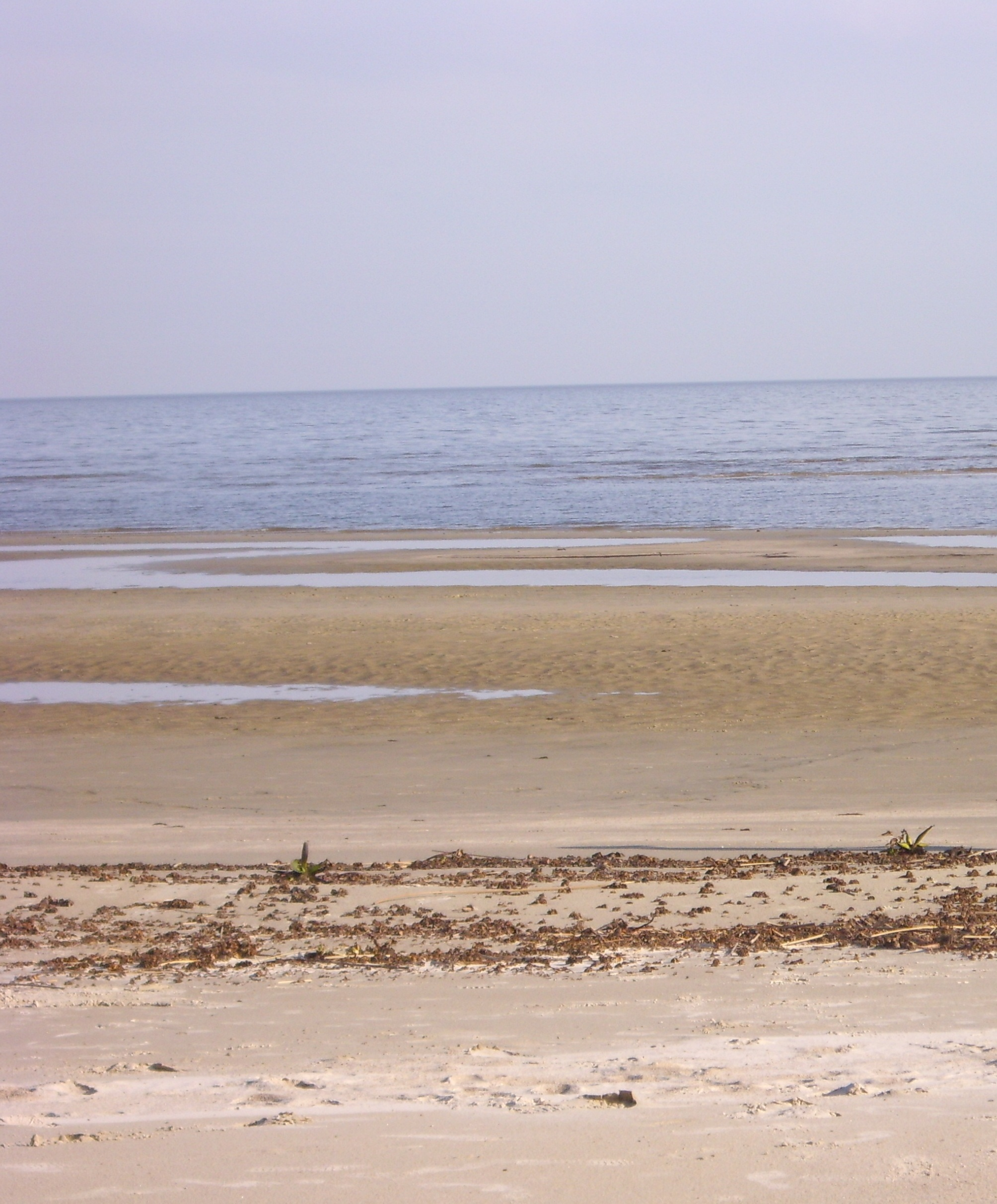
Strand von Artilleros (2013)

Artilleros ist eine Ortschaft in Uruguay.

## Geographie
Sie befindet sich auf dem Gebiet des Departamento Colonia in dessen südlichem Teil im Sektor 12. Artilleros grenzt mit seiner südlichen Seite unmittelbar an die Küste des Río de la Plata. Rund zehn Kilometer östlich liegt Juan Lacaze, während knapp einen Kilometer westlich an der dortigen Mündung des Arroyo Artilleros der Ort Santa Ana gelegen ist.

## Geschichte
Im Jahr 1903 wurde die Kirche des Ortes eröffnet.

## Einwohner
Der Ort hatte bei der Volkszählung im Jahr 2011 73 Einwohner, davon 36 männliche und 37 weibliche.
| Jahr | Einwohner |
| ---- | --------- |
| 1963 | 31        |
| 1975 | 42        |
| 1985 | 37        |
| 1996 | 63        |
| 2004 | 36        |
| 2011 | 73        |

Quelle: Instituto Nacional de Estadística de Uruguay